# Phanerota dissimilis
Phanerota dissimilis är en skalbaggsart som först beskrevs av Wilhelm Ferdinand Erichson 1839.  Phanerota dissimilis ingår i släktet Phanerota och familjen kortvingar. Inga underarter finns listade i Catalogue of Life.